# Striga angustifolia
Striga angustifolia ist eine Pflanzenart aus der Gattung Striga in der Familie der Sommerwurzgewächse (Orobanchaceae).

## Beschreibung
Striga angustifolia ist eine 10 bis 50 cm hoch werdende, parasitäre, einjährige Pflanze. Sie ist starr aufrecht wachsend, behaart oder gelegentlich dicht mit kurzen, stiegelhaarigen, aufwärts gebogenen Trichomen besetzt. Sie ist meist nicht verzweigt oder mit zwei oder drei Zweigen in der Mitte des Stängels versehen. Der Stängel ist undeutlich vierkantig. Die wechselständig stehenden Laubblätter sind 10 bis 20 (selten bis 30) × 1 bis 3 mm groß, im Umriss linealisch, ganzrandig und mit undeutlicher Aderung versehen. Sie sind etwa so lang wie die Internodien.
Die Blütenstände sind lockere Trauben, in denen die Blüten wechselständig stehen. Die Blütenstände sind kürzer als der vegetative Spross. Die Blüten werden von zwei Tragblättern begleitet. Diese sind an den unteren Blüten 10 bis 25 × 1 bis 2 mm groß, laubblattartig und länger als der Kelch. An den oberen Blüten sind die Tragblätter pfriemenartig und kürzer als der Kelch. Der Kelch ist mit fünfzehn deutlich hervortretenden Rippen versehen, filzig behaart und 8 bis 12 mm lang. Die Kelchröhre ist 3 bis 6 mm lang, die fünf Kronzipfel sind gleich groß, linealisch bis lanzettlich und 3 bis 6 mm lang und damit genauso oder nahezu so lang wie die Kelchröhre. Die Krone ist cremeweiß gefärbt mit einer grünlichen Kronröhre. Diese ist 10 bis 15 mm lang, gebogen, oberhalb des Kelches erweitert und dicht behaart. Die Lappen der Unterlippe sind 4 bis 8 × 2 bis 4 mm groß und umgekehrt eiförmig. Die Oberlippe ist 3 bis 4 × 3 bis 4 mm groß, breit umgekehrt eiförmig, gekerbt oder abgeschnitten.

## Vorkommen
Die Art kommt in Ostafrika in Tansania, Malawi, Mosambik, Sambia und Simbabwe vor, befällt dort aber keine kultivierten Pflanzen. In Indien ist die Art ein Unkraut im Getreide- und Zuckerrohranbau.